# Masashi Oguro
Masashi Oguro (Toyonaka, Prefectura d'Osaka, Japó, 4 de maig de 1980) és un futbolista japonès que disputà 22 partits amb la selecció japonesa.